# Katedra św. Łukasza w Glasgow
Katedra świętego Łukasza (ang. Greek Orthodox Cathedral of St. Luke) – katedra prawosławna znajdująca się w dzielnicy Glasgow, Dowanhill, w Szkocji.
Została zbudowana w latach 1876–1877 i zaprojektowana przez architekta Jamesa Sellarsa. Kościół apsydowy w normańsko-gotyckim stylu, nieorientowany (główna oś budowli przebiega w kierunku północ-południe).  Wzniesiony z betonowych ciosów z wypolerowanymi obrzeżami i dekoracjami. Główna elewacja północna z wysokim na 90 stóp dużym przyporowym szczytem.
Na parterze 3 pary spiczasto-łukowych okien z kolumienkowymi słupkami okiennymi; nad nimi 3 wysokie lancety z 2 rzędami narożnych nasadek; ślepa arkada łączy się z przyporami poniżej głowicy szczytu; ostatnia flankowana przez ośmioboczne pinakle i otaczająca rozetę. Z prawej strony schody z prosto ozdobionym spiczasto-łukowym portalem z grupą liściowatych rzeźb. Nad nimi wznosi się wieża podobna do transeptu mieszcząca schody na balkon. Nawy boczne z czterema 3-okiennymi clerestoriami. Dachy łupkowe.